# Gare de Sart-Bernard
La gare de Sart-Bernard est une ancienne gare ferroviaire belge de la ligne 162, de Namur à Sterpenich (frontière du Luxembourg), située à Sart-Bernard sur le territoire de la commune d'Assesse, dans la province de Namur en Région wallonne.
C'est aujourd'hui une halte ferroviaire de la Société nationale des chemins de fer belges (SNCB).

## Situation ferroviaire
Établie à 219 m d'altitude, la gare de Sart-Bernard est située au point kilométrique (PK) 10,90 de la ligne 162, de Namur à Sterpenich (frontière du Luxembourg), entre les gares de Naninne et Courrière.

## Histoire

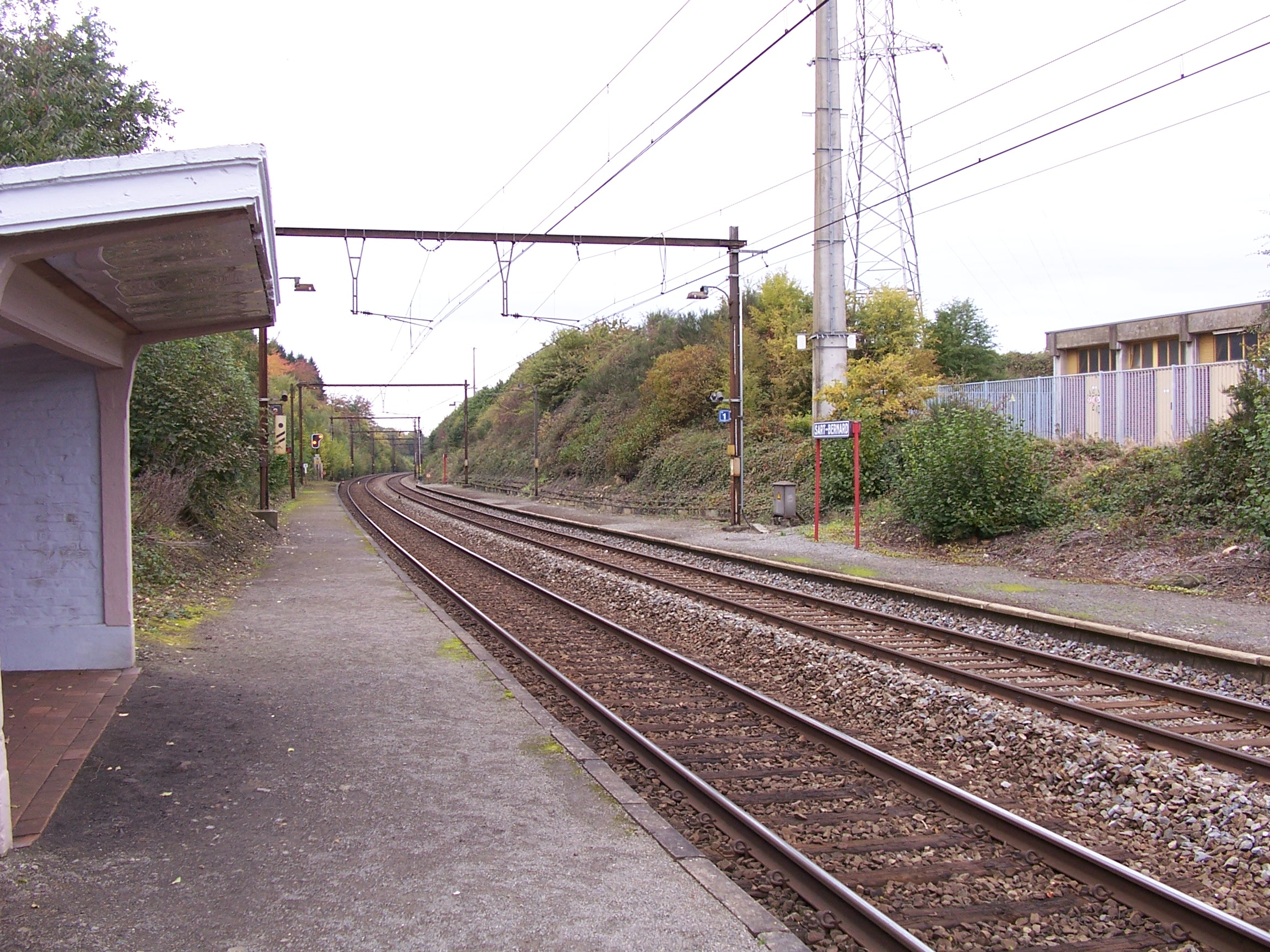
En 2010.

La ligne de Namur à la frontière du Luxembourg est mise en service au cours de l'année 1858 par la Grande compagnie du Luxembourg. La section de Namur à Ciney, passant par Sart-Bernard, entre en service le 15 mai 1858. En 1867 il n'y a ni gare ni halte à Sart-Bernard, il n'existe à cette époque que la station d'Assesse sur cette commune et la gare la plus proche était celle de Naninne.
Un arrêt est établi à Sart-Bernard par les Chemins de fer de l'État belge le 1er avril 1895.
Un bâtiment de gare est construit à cette époque. Il s'agit d'une halte type 1893 dotée d'une aile à sept ou huit travées servant de salle d'attente et de magasin pour les colis et d'une façade alternant des bandeaux de brique de plusieurs couleurs dont une frise en pointillés de brique claire et munie de nombreux détails en pierre. Ce beau bâtiment a été fermé aux voyageurs et démoli. Seuls des abris de quais et un automate de vente assurent désormais le service des voyageurs.
Les quais de la gare et les abris ont été entièrement renouvelés à la fin des années 2010.

## Service voyageurs

### Accueil
Halte de la SNCB, c'est un point d'arrêt non gardé (PANG). Elle dispose de deux quais avec abris. Le passage en sécurité d'un quai à l'autre se fait par un passage souterrain.

### Dessertes
Sart-Bernard est desservie, toutes les heures en semaine et toutes les deux heures le week-end, par des trains L qui assurent des missions entre Namur et Ciney.
En semaine, cette desserte régulière est renforcée par des trains supplémentaires : le matin, un train P de Namur à Ciney et deux de Ciney à Namur ; l’après-midi, trois trains P de Namur à Ciney et un de Ciney à Namur.

### Intermodalité
Un parking est aménagé à proximité de l'arrêt.

## Comptage voyageurs
Ce graphique et tableau montre le nombre de voyageurs embarquant en moyenne durant la semaine, le samedi et le dimanche.
| Nombre de passagers qui embarquent à la gare de Sart-Bernard | Nombre de passagers qui embarquent à la gare de Sart-Bernard | Nombre de passagers qui embarquent à la gare de Sart-Bernard | Nombre de passagers qui embarquent à la gare de Sart-Bernard |
|                                                              | Semaine                                                      | Samedi                                                       | Dimanche                                                     |
| ------------------------------------------------------------ | ------------------------------------------------------------ | ------------------------------------------------------------ | ------------------------------------------------------------ |
| 1977                                                         | 103                                                          | 37                                                           | 22                                                           |
| 1978                                                         | 146                                                          | 34                                                           | 30                                                           |
| 1979                                                         | 131                                                          | 26                                                           | 18                                                           |
| 1980                                                         | 161                                                          | 29                                                           | 25                                                           |
| 1981                                                         | 152                                                          | 27                                                           | 23                                                           |
| 1982                                                         | 162                                                          | 28                                                           | 28                                                           |
| 1983                                                         | 124                                                          | 42                                                           | 17                                                           |
| 1984                                                         | 158                                                          | 34                                                           | 48                                                           |
| 1985                                                         | 142                                                          | 60                                                           | 23                                                           |
| 1986                                                         | 135                                                          | 77                                                           | 36                                                           |
| 1987                                                         | 129                                                          | 63                                                           | 30                                                           |
| 1988                                                         | 126                                                          | 49                                                           | 24                                                           |
| 1989                                                         | 142                                                          | 78                                                           | 31                                                           |
| 1990                                                         | 118                                                          | 56                                                           | 39                                                           |
| 1991                                                         | 130                                                          | 46                                                           | 25                                                           |
| 1992                                                         | 129                                                          | 58                                                           | 31                                                           |
| 1993                                                         | 140                                                          | 57                                                           | 33                                                           |
| 1994                                                         | 123                                                          | 34                                                           | 2                                                            |
| 1995                                                         | 110                                                          | 41                                                           | 31                                                           |
| 1996                                                         | 120                                                          | 26                                                           | 12                                                           |
| 1997                                                         | 124                                                          | 21                                                           | 20                                                           |
| 1998                                                         | 129                                                          | 28                                                           | 20                                                           |
| 1999                                                         | 95                                                           | 25                                                           | 12                                                           |
| 2000                                                         | 163                                                          | 22                                                           | 14                                                           |
| 2001                                                         | 93                                                           | 16                                                           | 12                                                           |
| 2002                                                         | 80                                                           | 18                                                           | 14                                                           |
| 2003                                                         | 93                                                           | 16                                                           | 14                                                           |
| 2004                                                         | 89                                                           | 16                                                           | 12                                                           |
| 2005                                                         | 106                                                          | 22                                                           | 12                                                           |
| 2006                                                         | 119                                                          | 32                                                           | 10                                                           |
| 2007                                                         | 97                                                           | 25                                                           | 14                                                           |
| 2008                                                         | -                                                            | -                                                            | -                                                            |
| 2009                                                         | 137                                                          | 25                                                           | 24                                                           |
| 2010                                                         | -                                                            | -                                                            | -                                                            |
| 2011                                                         | -                                                            | -                                                            | -                                                            |
| 2012                                                         | 111                                                          | 26                                                           | 22                                                           |
| 2013                                                         | 95                                                           | 27                                                           | 30                                                           |
| 2014                                                         | 108                                                          | 29                                                           | 12                                                           |
| 2015                                                         | 82                                                           | 14                                                           | 9                                                            |
| 2016                                                         | 88                                                           | 24                                                           | 26                                                           |
| 2017                                                         | 97                                                           | 20                                                           | 14                                                           |
| 2018                                                         | 125                                                          | 27                                                           | 12                                                           |
| 2019                                                         | 122                                                          | 44                                                           | 27                                                           |
| 2020                                                         | 89                                                           | 25                                                           | 15                                                           |
| 2021                                                         | -                                                            | -                                                            | -                                                            |
| 2022                                                         | 177                                                          | 59                                                           | 60                                                           |
| 2023                                                         | 216                                                          | 42                                                           | 32                                                           |
| 2024                                                         | 168                                                          | 67                                                           | 61                                                           |